# Jamajka na Letních olympijských hrách 1984
Jamajka se účastnila Letní olympiády 1984 v americkém Los Angeles. Zastupovalo ji 45 sportovců (31 mužů a 14 žen) v 5 sportech.

## Medailisté
| Medaile | Jméno                                                  | Sport    | Soutěž                 |
| ------- | ------------------------------------------------------ | -------- | ---------------------- |
| Stříbro | Albert Lawrence Greg Meghoo Donald Quarrie Ray Stewart | Atletika | Muži štafeta 4 × 100 m |
| Bronz   | Merlene Otteyová                                       | Atletika | Ženy běh na 100 m      |
| Bronz   | Merlene Otteyová                                       | Atletika | Ženy běh na 200 m      |